# Giovanni Spadolini
Giovanni Spadolini [džovàni spadolìni], italijanski politik, novinar in zgodovinar * 21. junij 1925, Firence, † 6. avgust 1994.
Spadolini je bil minister za šolstvo (1979), ministrski predsednik (1981-1982), obrambni minister (1983-1987) in predsednik senata (1987-1994).